# Uncharted 2: El reino de los ladrones
Uncharted 2: El reino de los ladrones (titulado originalmente Uncharted 2: Among Thieves) es un videojuego de acción y aventura de disparos en tercera persona desarrollado por Naughty Dog y publicado por Sony Computer Entertainment. Es el segundo juego de la serie Uncharted y se lanzó en octubre de 2009 para PlayStation 3. Ambientada dos años después de Uncharted: Drake's Fortune (2007), la historia sigue a Nathan Drake, Chloe Frazer y Elena Fisher en su búsqueda de la Piedra Cintamani y Shambhala mientras luchaban contra una milicia liderada por el criminal de guerra Zoran Lazarević.
El desarrollo de Uncharted 2: Among Thieves comenzó inmediatamente después del éxito de Uncharted: Drake's Fortune. El equipo de desarrollo se inspiró en el explorador Marco Polo y sus expediciones a través de archipiélagos y el este de Asia. Naughty Dog desarrolló un motor propio actualizado para Uncharted 2: Among Thieves, que funciona exclusivamente en el sistema Naughty Engine 2.0. Estas mejoras permitieron una captura de movimiento más extensa, secuencias cinemáticas más amplias en el juego e inclusión de un componente multijugador en línea, una novedad para la franquicia.
Uncharted 2: Among Thieves recibió elogios por su narrativa, actuación de voz, gráficos, logros técnicos y calidad cinematográfica. Recibió premios al Juego del Año de numerosas publicaciones y eventos de premios, y se considera uno de los mejores videojuegos jamás creados y más importantes para la séptima generación de consolas. Vendió más de seis millones de copias en todo el mundo y fue relanzado en PlayStation 4 como parte de Uncharted: The Nathan Drake Collection. Una secuela, Uncharted 3: Drake's Deception, fue lanzada en 2011.

## Sinopsis
Nathan Drake está dentro de un tren destrozado, a punto de caer por un acantilado, en China. ¿Cómo ha llegado hasta allí? Cinco meses antes, junto a Harry Flynn y Chloe Frazer, planeó el robo de una lámpara en un museo de Estambul. Allí, escondido, estaba un mapa realizado por Marco Polo que señalaba la ruta hacia la mítica ciudad de Shambala. Tras ser traicionado por uno de ellos, Nathan se embarca en una aventura para encontrar la ciudad antes que sus enemigos.

## Campaña

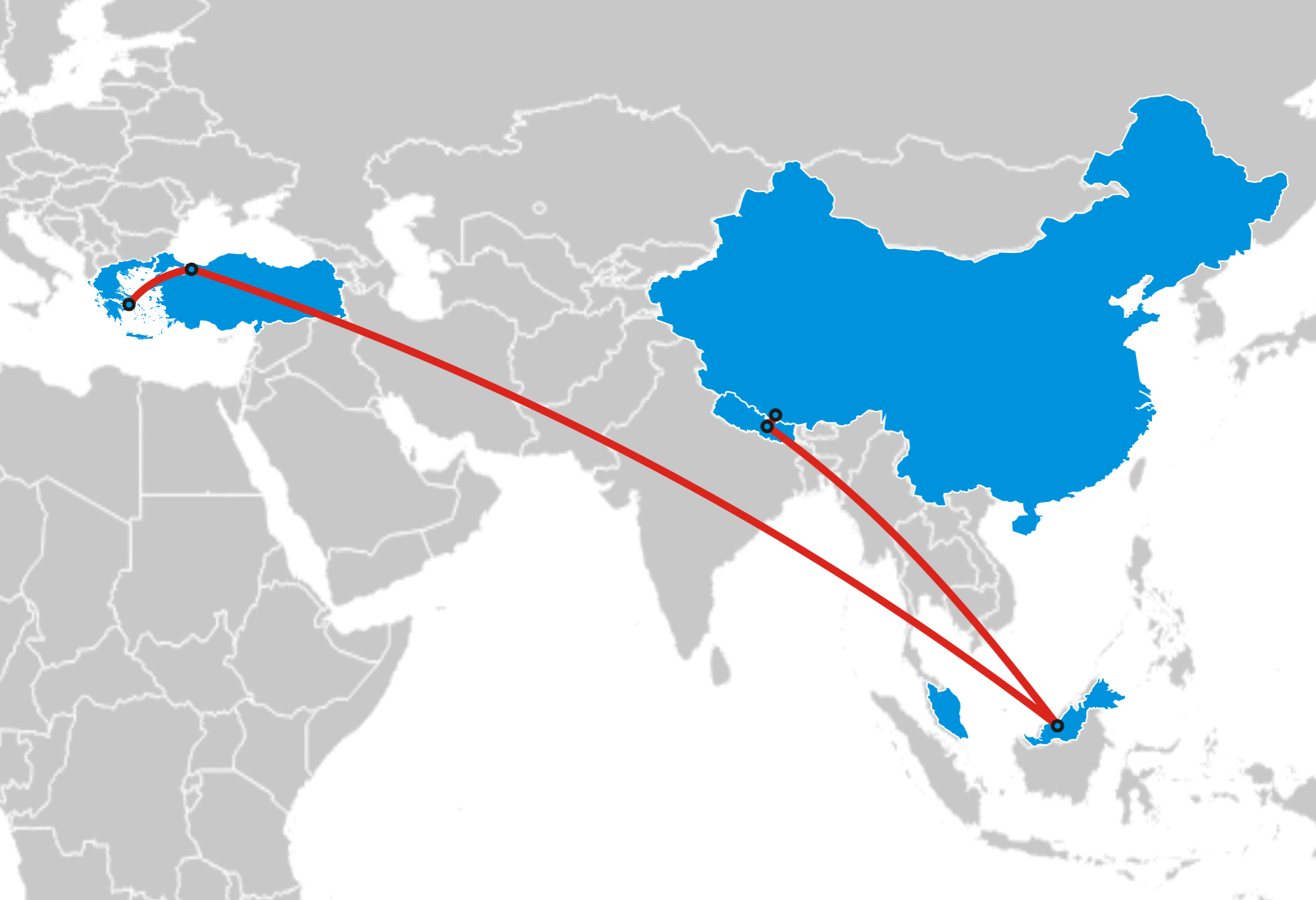
Travesía Uncharted 2: El reino de los ladrones

La campaña de un jugador consta de 26 misiones:
- Capítulo 1: "Entre la espada y la pared" (Desarrollo: China y Grecia  / ): Drake está herido en un tren destrozado, de repente, el tren cae al vacío y Drake logra llegar a tierra firme a duras penas, allí arriba tiene varios flashbacks donde se le ve planeando un robo junto a Harry Flynn y Chloe Frazier, tras desplazarse por los restos del tren destrozado, Drake coge una especie de daga y queda inconsciente, 5 meses atrás Drake, Flynn Y Chloe planean en las playas de Grecia un atraco al museo de Estambul.

- Capítulo 2: "Allanamiento de morada" (Desarrollo: Turquía ): Drake y Flynn se infiltran en el museo de Estambul con ayuda de Chloe. Tras despistar a los guardias y llegar a la torre principal, se infiltran en ella y encuentran la lámpara que estaban buscando. Drake la destroza y dentro encuentran un mapa y resina inflamable, con la que generan la luz necesaria para entenderlo, y ambos descubren el camino a Shambhala, pero Flynn traiciona a Drake, escapa y dispara a las vitrinas, cosa que enciende la alarma y alerta a los guardias. Drake logra escapar, pero, al salir por el drenaje, la policía de Estambul lo detiene y es enviado a la cárcel.

- Capítulo 3: "Borneo" (Desarrollo: Malasia ): Liberado de la cárcel por Chloe y su mejor amigo, Sully, los tres planean arrebatarles lo que buscan Flynn y su jefe, Zoran Lazarevic. Con ayuda de Chloe desde dentro, Drake y Sully se infiltran en el campamento de Lazarevic y roban unos planos, y el diario de Marco Polo.

- Capítulo 4: "La Excavación" (Desarrollo: Malasia ): Tras robar los planos, Drake y Sully se reencuentran con Chloe, los tres entran en una cueva donde localizan decenas de cadáveres. Luego de explorar el lugar, encuentran uno de estos que tenía una caja entre sus brazos. Esta poseía una daga en su interior. Luego de tomarla, salen de la cueva, pero, al parecer, Chloe los había traicionado, y los lleva con Lazarevic, luego de que Flynn los encontrara. En el camino, Chloe asesina a los dos guardias y deja escapar a Nathan y Sully, que se lanzan de un barranco perseguidos por Flynn y sus hombres.

- Capítulo 5: "Guerra urbana" (Desarrollo: Nepal ): Drake llega a Nepal con la daga y contacta con Chloe que está infiltrada con Lazarevic, pero de inmediato, Drake comienza a tener problemas con los hombres de Lazarevic y se ve obligado a eliminarlos, de repente, una torreta está a punto de derribarlo, pero Chloe le salva disparándole con un RPG-7. Drake y Chloe comienzan a buscar un templo que debería tener el símbolo que aparece grabado en la daga, su siguiente objetivo será subir a un hotel cercano para divisar los templos de la ciudad.

- Capítulo 6: "No nos queda otra" (Desarrollo: Nepal ): Drake y Chloe avanzan hasta el hotel y en la azotea divisan el templo correcto, que justamente está siendo registrado por Lazarevic y sus hombres, Drake y Chloe deben llegar hasta el templo y se ven obligados a enfrentarse a las tropas de Lazarevic.

- Capítulo 7: "Vienen con nosotros" (Desarrollo: Nepal ): Drake se topa con su antigua compañera, Elena Fisher y un cámara, Jeff, que están en la ciudad para destapar los turbios asuntos de Lazarevic, Drake le propone a Chloe ir con ellos y esta acepta a regañadientes, Drake, Chloe, Elena y Jeff se ven obligados a enfrentarse a los hombres de Lazarevic para llegar al ansiado templo.

- Capítulo 8: "El secreto de la ciudad" (Desarrollo: Nepal ): Drake y los demás encuentran el templo con el signo convenido, Drake y Chloe entran en el templo y Drake resuelve un misterioso acertijo con una estatua con cuatro objetos que Drake debe colocar en la posición correcta.

- Capítulo 9: "La senda de la luz" (Desarrollo: Nepal ): Drake y Chloe llegan a un enorme lugar con una estatua tumbada y una sala llena de espejos, tras colocar los espejos en la posición correcta, Drake y Chloe llegan a un pasadizo donde llegan a una sala donde se muestra el lugar de la ubicación de Shambhala, pero por desgracia, los hombres de Lazarevic también localizan el templo.

- Capítulo 10: "Solo una salida" (Desarrollo: Nepal ): Drake y Chloe escapan del templo como pueden de los hombres de Lazarevic y llegan afuera del templo donde Elena y Jeff están enfrascados en un combate con los hombres de Lazarevic.

- Capítulo 11: "Sigue moviéndote" (Desarrollo: Nepal ): Jeff queda herido de un disparo y Drake insiste en cargar con el hasta fuera de la ciudad pese a las protestas de Chloe de dejarlo ya que está muy grave, Drake logra cargar con Jeff hasta que llegan a un edificio derruido, allí, son atrapados por los hombres de Lazarevic, el propio Lazarevic se presenta en persona donde lo primero que hace es rematar a Jeff de un disparo, luego, arrebata la daga a Drake y se marcha dejando a Flynn la responsabilidad de matar a Drake y Elena, pero estos escapan.

- Capítulo 12: "Un tren que coger" (Desarrollo: Nepal ): Drake y Elena logran escapar de Flynn y sus hombres y descubren que Chloe está con Flynn en un tren rumbo al Tíbet, Drake y Elena se proponen ¨rescatar¨ a Chloe y para ello se infiltran en el tren, pero Drake queda colgado de uno de los vagones y Elena se queda atrás.

- Capítulo 13: "Locomoción" (Desarrollo: Nepal ): Drake está en medio del tren de Lazarevic y debe avanzar por los vagones, de repente, un helicóptero le ataca, pero por suerte, Drake logra esquivarlo al meterse el tren en un túnel.

- Capítulo 14: "Visión en el túnel" (Desarrollo: Nepal y China /): Drake avanza mientras el tren recorre un gran túnel, el teniente Draza, hombre al cargo de la custodia del tren y la daga envía a sus hombres contra Drake pero es inútil, al final, Drake y el teniente Draza se acaban enfrentando, cuando parecía que Draza iba a matar a Drake, Chloe le dispara por la espalda pero le pide a Drake que se marche, en ese momento llega Flynn que dispara a Drake en la cadera y este huye, pero cuando hace estallar unas bombonas de propano, parte del tren descarrila y cae por un acantilado.

- Capítulo 15: "Accidente de tren" (Desarrollo: China ): Drake está colgado del tren, como al principio del juego (aquí se explica cómo terminó ahí), y al igual que en esa ocasión se ve obligado a llegar a tierra firme, donde tras escapar de los hombres de Lazarevic queda inconsciente, pero es rescatado por un misterioso hombre.

- Capítulo 16: "¿Dónde estoy?" (Desarrollo: China ): Drake se despierta en un extraño lugar montañoso que resulta ser el Tíbet, allí se reencuentra con Elena y con un hombre llamado Karl Schäfer el cual le dice que hace setenta años llegó allí en una expedición para buscar Shambhala, Drake insiste en no querer seguir en el lío de la daga y prefiere marcharse, pero Schäfer lo persuade para que vaya a buscar a los restos de su expedición y averigüe la verdad, el hombre que lo salvó, Tenzin, será su guía.

- Capítulo 17: "Montañismo" (Desarrollo: China ): Drake y Tenzin llegan a las montañas del Himalaya donde entran en una cueva helada, allí Drake se encuentra con restos humanos y con misteriosas bestias peludas muy agresivas, finalmente, Drake y Tenzin superan los peligros y siguen avanzando.

- Capítulo 18: "Corazón de hielo" (Desarrollo: China ): Drake y Tenzin siguen avanzando por la cueva resolviendo unos misteriosos acertijos, finalmente llegan a una gran cueva donde hallan los restos de la expedición de Schäfer, Drake descubre que eran de las SS y que fue el propio Schäfer quién los mató para evitar que descubrieran la Piedra Cintamani, Drake y Tenzin escapan de la cueva y ven que el poblado tibetano de Tenzin está siendo atacado por los hombres de Lazarevic.

- Capítulo 19: "Bajo asedio" (Desarrollo: China ): Drake y Tenzin llegan a la aldea donde deben matar a los hombres de Lazarevic.

- Capítulo 20: "El gato y el ratón" (Desarrollo: China ): Drake y Tenzin siguen avanzando eliminando hombres, vehículos y un tanque que Drake elimina hasta que se reencuentran con Elena, descubren que Lazarevic ha capturado a Schäfer y se ha llevado la daga, Tenzin se queda en la aldea y Drake y Elena parten en persecución de Schäfer y Lazarevic.

- Capítulo 21: "Convoy" (Desarrollo: China ): Drake en su persecución de Lazarevic, es atacado por vehículos cargados de soldados, Drake va avanzando de vehículo en vehículo eliminando a los soldados de Lazarevic, pero cuando regresa al jeep de Elena, un hombre con un lanzacohetes los derriba y caen por un precipicio.

- Capítulo 22: "El monasterio" (Desarrollo: China ): Drake y Elena descubren que Lazarevic se ha llevado a Schäfer a un viejo monasterio y lo persiguen, por el camino deben eliminar a los hombres de Lazarevic.

- Capítulo 23: "Reencuentro" (Desarrollo: China ): Drake y Elena llegan al monasterio donde se encuentran a Schäfer moribundo, este le dice a Drake que debe tener fe y debe recuperar la daga, tras eso, muere. Drake y Elena se separan y Drake localiza lo que aparenta ser la entrada a Shambhala, tras despejar el lugar, Drake y Elena llegan a una sala donde una gran esfera muestra el camino hacia Shambhala, pero de repente, aparecen Lazarevic y sus hombres, Lazarevic ha descubierto la infiltración de Chloe y amenaza con matar a una de las dos chicas, pero Drake hace caso omiso de las amenazas de Lazarevic y muestra el camino a Shambhala, pero el camino es bloqueado y Drake debe ir con Flynn para allanar el camino.

- Capítulo 24: "El camino a Shambhala" (Desarrollo: China ): Drake avanza mientras Flynn le apunta con una pistola, tras resolver unos acertijos, la puerta a Shambhala es mostrada pero vuelven a aparecer las bestias peludas, Drake y Flynn les hacen frente pero son incapaces de acabar con ellas, gracias a la intervención de Lazarevic, logran acabar con las bestias y llegar a Shambhala.

- Capítulo 25: "Paraíso quebrado" (Desarrollo: China ): Una especie de guardianes atacan a Lazarevic y sus hombres, hecho que aprovechan Drake, Chloe y Elena para escapar, Chloe insiste en marcharse pero Drake y Elena la convencen de seguir adelante para acabar con Lazarevic, finalmente, los tres llegan hasta la Piedra Cintamani, pero eso no parece ser lo que estaba buscando Lazarevic, de repente, aparece Flynn malherido con una granada activada, la granada estalla matando a Flynn y dejando malherida a Elena que debe ser arrastrada por Chloe, finalmente, Drake decide ir a matar a Lazarevic pese a las protestas de Chloe.

- Capítulo 26: "El árbol de la vida" (Desarrollo: China ): Drake llega hasta Lazarevic que ha bebido un extraño líquido, las heridas no le afectan y las balas tampoco, finalmente, Drake y Lazarevic se enfrentan, aunque las heridas no le afectan, si lo hacen las explosiones de la savia, Drake derrota a Lazarevic pero se niega a rematarlo, los guardianes de Shambhala rematan a Lazarevic y Drake escapa, se reencuentra con Chloe y Elena, pero esta está muy malherida, la secuencia se traslada al poblado de Tenzin donde este y Drake están rezando, Chloe le pregunta a Drake si ama a Elena, Drake no sabe que contestar y Chloe le dice que se lo diga e inmediatamente se marcha, Sully aparece con Elena que aparentemente está totalmente recuperada, Sully marcha tras Chloe mientras Drake y Elena se besan y ¨discuten¨ de sus cosas.

## Personajes
- Nathan Drake: Nate es un aventurero cazatesoros. Esta vez, Nate se embarca en una aventura junto a su viejo compañero Harry Flynn y una antigua conquista, Chloe Frazer, con el plan de robar un objeto del museo de Estambul como encargo para un empresario serbio. Nate y Flynn se infiltran en el museo y llegan hasta el objeto, con el cual Nate descubre el secreto más preciado de Marco Polo, pero Flynn le traiciona alertando a los guardias y escapando sin Nate. Este es arrestado por los guardias del museo, y pasa tres meses en la cárcel turca hasta que su viejo amigo Victor Sullivan le libera. Junto a Chloe, Nate y Sully planean arrebatarle el tesoro a Flynn y su cliente, el terrorista serbio Zoran Lazarevic.

- Elena Fisher: Una vieja amiga de Drake que trabaja para la televisión, a la que conoció en la aventura anterior. Nate se vuelve a reencontrar con ella en Nepal, donde estaba trabajando en un reportaje de investigación sobre Zoran Lazarevic. Luego de que su compañero camarógrafo, Jeff, resulta malherido tras un enfrentamiento con los paramilitares contratados por el empresario serbio, Drake debe ayudarla a escapar de los hombres de Lazarevic. Elena se compromete a ayudar a Nathan en su misión y se transforma en una valiosa aliada que lo acompaña durante la mayoría de los capítulos. Queda muy malherida luego de que Harry Flynn activa su granada en Shambhala, quedándose al borde de la muerte. Finalmente, de nuevo en la aldea tibetiana, se encuentra ya recuperada y habla con Nathan, dándose por primera vez un beso.

- Victor Sullivan: Sully es un gran amigo de Drake y le sacó de la cárcel turca donde llevaba tres meses preso. Junto a Drake parte a la isla de Borneo a buscar a Flynn y a Zoran Lazarevic; tras caer ambos en una emboscada, Drake y Sully logran escapar a duras penas, tras lo que Sully decide retirarse de la búsqueda del objeto ya que, según él "está demasiado viejo para eso". Sully no reaparece sino hasta el último capítulo del juego, en la aldea tibetana, donde se lo ve ayudando a Elena, ya en recuperación. Al final va corriendo a buscar a Chloe, quien se había marchado momentos antes.

- Chloe Frazer: Una ladrona de tesoros, cazarrecompensas y novia de Drake; junto a este y Flynn planean un atraco en un museo turco, pero cuando se entera de que Flynn traicionó a Drake y este fue encarcelado, lo libera con la ayuda de Sully y entre los tres planean conseguir lo que buscan Flynn y Lazarevic. Infiltrada, Chloe ayuda en todo lo posible a Drake y Sully hasta el punto de ponerse ella misma en peligro. Cuando Nathan se reencuentra con Elena Fisher, Chloe comienza a sentir celos, y a pesar de que la relación de Drake y Elena aumenta conforme avanza la historia, ella decide aceptarlo. En el final, en la aldea tibetiana, Chloe le dice a Nate que le diga a Elena lo que siente y se marcha.

- Zoran Lazarevic: Un hombre de negocios serbio, contrató a Flynn para que robara un objeto del museo-palacio de Estambul, pero su principal objetivo es conseguir la piedra Cintamani. Según los informes sobre Lazarevic, este comete todo tipo de torturas y ejecuciones en masa y está dispuesto a todo con tal de lograr su objetivo. Lazarevic busca obtener el poder de la legendaria piedra, y así poder controlar naciones, tal cual lo hicieron personajes históricos como Gengis Kan, el cual se supone que tuvo bajo su poder una pequeña porción de la piedra Cintamani. Es un hombre duro que no se deja intimidar ni siquiera por los guardianes, y no duda en hacer lo necesario para lograr su objetivo, aun cuando esto supone asesinar a cuanto se interponga en su camino. Reivindica a personajes como Hitler, Stalin y Mussolini por la dureza al gobernar y su determinación. En el final del juego, en el Árbol de la Vida, Lazarevic bebe la resina y obtiene poderes sobrenaturales. Drake, tras vencerlo, se niega a ejecutarlo cuando este se lo pedía, y lo deja a merced de los guardianes, que acaban con él.

- Harry Flynn: Un cazatesoros y traficante de reliquias viejo compañero de Drake. Flynn encuentra a Nathan en una playa griega y le propone un plan arriesgado: con la ayuda de Chloe Frazer, robar en el museo-palacio de Estambul un valioso artefacto antiguo relacionado con la ciudad perdida de Shambala para un cliente suyo. Los tres acuerdan traicionar al cliente y hacerse con el tesoro. Drake acepta a regañadientes y los tres se infiltran en el museo. Tras localizar el objeto que buscaban, Flynn traiciona a Drake y se marcha, no sin antes activar las alarmas, dejando a Nathan en medio de los guardias. Tres meses después, se descubre que Flynn continúa trabajando para su cliente, Zoran Lazarevic, y que juntos buscan desesperadamente un misterioso tesoro que Marco Polo siempre mantuvo en secreto. Flynn desconoce que Chloe trabaja paralelamente ayudando a Drake, y no es sino hasta los últimos capítulos donde se ve que este la defiende cuando Zoran se entera de que ella es un doble agente. Incluso Flynn llegó a negociar la vida de ella por un acuerdo con Lazarevic si encontraban la entrada a Shambala. Ya dentro de la ciudad perdida, Harry intenta asesinar al trío de Nate, Elena y Chloe al sentirse traicionado y abandonado por esta última. Pero falla y queda malherido, a lo que Elena intenta convencerlo de desistir y ayudarlos a salvar el mundo de Lazarevic. Nate intenta razonar con el, pero Flynn responde activando una granada y se inmola, hiriendo seriamente a Elena.

#### Personajes secundarios
- Tenzin: habitante de una aldea del Tíbet y es el guardaespaldas de Karl Schäfer. Es quien encuentra a Drake inconsciente en la nieve, cura sus heridas y quien después lo acompaña en la búsqueda de los miembros de la expedición de Schäfer. Tenzin tiene una hija pequeña, Pema, la cual Drake retrata en su diario. Es el único personaje en el juego, además de los pobladores de la aldea, que no puede comunicarse en otro idioma que no sea su natal tibetano: al hablar, el juego se limita a poner el cartel de «Hablando tibetano» a modo de subtítulo, por lo que el jugador o Drake son incapaces de comprenderlo.

- Jeff: Un camarógrafo, compañero de Elena, que la ayudó en su reportaje sobre Zoran Lazarevic en Nepal, pero cuando los hombres de Lazarevic les atacan, Jeff queda malherido y es transportado a cuestas por Drake, solo para ser ejecutado cuando Flynn y Lazarevic los acorralan.

- Karl Schäfer: un exsoldado del Tercer Reich que hace setenta años dirigió una expedición de las SS para buscar la legendaria piedra Cintamani, pero Schäfer vio que si los nazis conseguían la piedra podría originarse un desastre, así que mató a los miembros de su expedición y cambió el curso de la historia. Abandonó su nación y se quedó a vivir en el Tíbet. Cuando Drake es rescatado malherido, este no quiere involucrarse más con el asunto de Shambala, pero Schäfer le insta enérgicamente a que encuentre los miembros de su expedición para saber la verdad y entender la necesidad de proteger a la piedra de hombres como Zoran. Mientras Drake y el guía lugareño designado por Schäfer, Tenzin, se internaban en la montaña hasta el antiguo campamento nazi, los hombres de Lazarevic atacaron el poblado donde vivía Schäfer y se lo llevaron a un monasterio. Cuando Drake, junto con Elena llegan, lo encuentran moribundo producto de los golpes recibidos. Antes de morir, Schäfer los alienta a detener a Lazarevic y les da unas palabras de ánimo. En el último capítulo, Tenzin hospicia un funeral tibetano en honor a Schäfer. Aparte de Elena, él es único personaje que parece tener conocimiento del idioma local de la aldea, además del alemán e inglés.

- Teniente Draza: Uno de los mejores hombres de Lazarevic, este dejó a su cuidado la daga y dirigió el tren que se encaminaba al Tíbet. Drake mata a todos los hombres que el teniente envió (entre los que se encuentran un helicóptero y un soldado con GAU-19 y se enfrenta cara a cara con Draza. El cual es una de los subjefes del juego, y acabar con él supone una mayor dificultad. Sin embargo, tras la breve batalla en el tren, Drake deja a Draza tendido en el suelo, pero este se recompone e intenta estrangular a Drake por detrás, pero Chloe intercede justo a tiempo, le dispara por la espalda y lo mata.

### Armas
Armas cortas
- 92FS - 9mm: La pistola estándar de Drake, gran cadencia de disparo y bastante precisa, aunque de bajo daño.

- .45 Defender: Una pistola más potente que la 92FS e igual de precisa, aunque con menor cadencia de disparo.

- Micro 9mm: Un subfusil de mano, igual de ligero que una pistola, de rápida cadencia de disparo pero solo eficaz a corta distancia.

- Escopeta de mano: Una escopeta de pequeño tamaño que se puede empuñar con ligereza, con capacidad de rondas de dos disparos, letal a corta distancia. Su versión estándar soporta 12 municiones.

- Wess. 44: Un revólver magnum de calibre .44. Posee gran potencia de fuego, pero es muy escasa a través del juego.

- Desert-5: Una pistola precisa y de excepcional potencia, su único inconveniente es su escasez de munición y su gran retroceso.

Armas largas
- AK-47: Fusil de asalto soviético, potente a cualquier distancia aunque con considerable retroceso.

- M4: Fusil de asalto estadounidense, con las mismas características que el AK-47 solo que más preciso al disparar a larga distancia y más dañino.

- FAL: Fusil belga, el FAL dispara a ráfagas de 3 disparos, es muy preciso y de gran alcance. El jugador puede utilizarlo como francotirador de si activa su mira no regulable.

- Moss-12: Escopeta estadounidense, letal a corta distancia aunque con muy escaso alcance. Tiene rondas de 6 cartuchos antes de recargar completamente y una capacidad máxima de 12 cartuchos. El principal inconveniente con esta arma es su lentitud de recarga y retroceso.

- SAS 12: Escopeta italiana, puede disparar de manera semiautomática, potentísima a corta distancia aunque con poca capacidad de munición, solo 16 cartuchos.

- Rifle Francotirador Dragón: Rifle francotirador con capacidad para seis municiones. Ideal para cubrir largas distancias gracias a su mira de largo alcance.

Armas especiales
- RPG-7: Lanzacohetes soviético, ideal contra la infantería y contra vehículos, su explosión no solo puede matar sino que aturde al enemigo. Los cohetes son escasos.

- M32 Hammer: Un lanzagranadas semiautomático, con capacidad en su tambor para 6 granadas, capaz de aniquilar todo un pelotón enemigo.

- GAU-19: Una ametralladora, de enorme tamaño, es muy pesada y difícil de manejar, pero tiene una enorme capacidad de munición y potencia. El jugador que la porte disminuirá considerablemente su movilidad y velocidad.

- Escudo antidisturbios: Un arma únicamente defensiva. Los soldados que lo porten serán inmunes a las balas, aunque no de igual manera a granadas, cohetes y explosiones. El escudo reduce drásticamente la movilidad y velocidad, aunque protege al jugador del fuego enemigo. El portador del escudo puede disparar con su mano libre, aunque solo podrá utilizar pistolas y armas cortas. Al hacerlo, una parte de su cuerpo se quedará sin la protección del escudo y constituirá su punto débil. El escudo también puede ser utilizado como arma, golpeando a un enemigo con el cuando este cerca. Si falla, el portador del escudo quedará vulnerable unos segundos. La estrategia principal para derribar a un soldado enemigo con escudo es acribillarlo, saltar por encima de este y ahorcarlo por detrás. De igual manera, el jugador que utiliza el escudo antidisturbios es vulnerable por detrás.[2]

- Ballesta: Invención de los guardianes de Shambala. A pesar de parecer un arma primitiva, uno solo de sus flechazos causa daño crítico al jugador. Tiene buena precisión, aunque se desaconseja utilizarla para cubrir grandes distancias. Se obtiene después de vencer a un guardián ballestero, y es el arma predilecta para acabar con otros guardianes y soldados blindados. No posee una gran capacidad de munición.

### Enemigos
- Soldados blancos: son mercenarios contratados por Lazarevic. Están en cualquier parte del juego entre sus armas llevan AK-47, fusil M4, granadas, etc. Son los soldados más fáciles de vencer en un combate cuerpo a cuerpo.

- Soldados negros: Como los soldados blancos, pero con armamento más pesado que incluye escopeta y escopetas de mano. No son tan susceptibles a los ataques cuerpo a cuerpo.

- Soldado con escudo: Es un soldado con un escudo antidisturbios. Son por excelencia los soldados con mayor capacidad defensiva, y constituyen un enemigo difícil de vencer si no se conoce la estrategia especial para derribarlos. Estando relativamente cerca de estos, acribillarlos hasta que queden en el suelo; correr hacia ellos y pulsando cuadrado dos veces, Drake saltará sobre estos soldados y los ahorcará por detrás.

- Soldado Dragan: Soldados que llevan placas metálicas que cubren su cuerpo totalmente y un casco. Mientras tengan estos dos objetos, no podrás vencerle en combate cuerpo a cuerpo. Es recomendable quitarle el casco a balazos y luego atacar. Suelen portar escopetas.

- Soldados con máscara: Estos soldados llevan máscaras y/o armamento pesado. Pueden ser de los siguientes tipos.
  - Soldado Sark: Soldados con una máscara que cubre la mitad de su cara. Lleva un RPG-7 y los cohetes en su espalda.
  - Soldado Vodnik: Lleva una escopeta. Podrá parecer difícil de vencer, pero en cuerpo a cuerpo o a distancia, suponen la misma dificultad que los Soldados Blancos.
  - Soldado Tetram: Tipo especial de soldado que te sorprende por la espalda e intenta ahogarte (solo multijugador), cosa que lograra si un compañero no te ayuda. Normalmente llevan un AK-47, aunque no suelen usarla, a menos que frustres su plan de ahorcamiento disparándole.
  - Soldado Zorkzel: Es un soldado similar al soldado Dragan, solo que con una máscara de calavera

- Super-Soldados GAU: Son soldados que poseen bastante armadura como para ser invulnerables a los disparos a distancia. Como dice su nombre, lleva una GAU-19 consigo, que lo hace mucho más peligroso por su increíble capacidad ofensiva. Las armas más eficaces contra estos son las granadas, el rifle francotirador si se apunta a la cabeza, y el lanzacohete RPG-7.

- Guardianes: Son indígenas que habitan la ciudad perdida de Shambala. Son mucho más grandes que una persona corriente, y en general, su fisonomía es exagerada; su piel tiene tonos azules y violetas a raíz de su consumo de la resina azul. Su misión es proteger y evitar que alguien se acerque a Shambala y a la piedra Cintamani. Cumplen un papel similar al de los «descendientes» de Uncharted: El tesoro de Drake: criaturas humanas hostiles con fuerza sobrenatural y una increíble resistencia física a las armas de fuego. Posiblemente la tripulación perdida de Marco Polo ingirió también la resina que transportaban, lo cual los volvió agresivo y determinó que se mataran entre ellos. Los guardianes constituyen un enemigo difícil de vencer, al portar ellos también armadura y armas, primitivas pero con una increíble capacidad de daño. Utilizan ballestas, bombas explosivas de resina o sus propias manos. Pueden ser derribados con granadas, aunque matarlos requerirá una gran cantidad de tiros directos. Sin embargo, si se logra vencer a un guardián que portaba una ballesta, el jugador puede recogerla y utilizarla; es muy dañina y el arma predilecta para acabar con otros guardianes. Otra arma efectiva con los guardianes es, extrañamente, la pistola de dardos tranquilizantes.[3]

- Espantapájaros: Apodados de esa manera por Lazarevic, son guardianes que llevan un traje que se asemeja a una especie de animal con cuernos. Estos se disfrazan para así poder ahuyentar y matar a cualquiera que este cerca de la ciudad perdida de Shambala. Aparecen en las montañas del Himalaya, y en las inmediaciones del monasterio abandonado. No portan armas y no utilizan este disfraz en la ciudad de Shambala. Tienen un increíble parecido con el mito del Yeti: criaturas que hipotéticamente habitarían las montañas del Himalaya, con una forma humanoide, cubiertos de pelaje y mucho más grandes que un humano normal, que no suelen dejarse ver. Nate, en su diario, confecciona una lista, un ranking de miedos (scare-o-meter), y los guardianes espantapájaros ocupan el primer puesto como los más aterradores, seguidos por los descendientes del primer Uncharted (a los que Drake llama slipery naked guys) y del bigote de Sully.[3]

- Zoran Lazarevic (jefe final): Antagonista principal del juego, es quien se embarca en la búsqueda de la piedra Cintamani desde un principio y contrata a Flynn y Chloe para ayudarlo. Zoran es un criminal de guerra despiadado, de acuerdo con las investigaciones de Elena y Jeff cometió asesinatos en masa y desencadenó una guerra civil en Nepal, todo para facilitarle la tarea de encontrar la piedra. Reivindica a personajes históricos como Gengis Khan, Stalin y Adolf Hitler, por su determinación, su capacidad militar y por carecer de compasión. Drake se enfrenta a él en el capítulo final, después de haber vencido a los guardianes y a los mercenarios que este había contratado. En el capítulo 26, Zoran llega a la fuente líquida de la resina del árbol de la vida; cegado por su ira y vanidad, bebe de esta lo que provoca que su cuerpo se transforme. Todas sus cicatrices sanan de inmediato y adquiere fuerza sobrehumana. A continuación se incendia el estanque de resina lo que provoca un fuego azul, si el jugador pasa por encima le causará graves daños. Luego de este evento, el nivel se cierra y el jugador es obligado a correr en círculo en un espacio reducido mientras es perseguido por Lazarevic, quien ataca con escopeta personalizada y arrojando múltiples granadas al jugador. La única manera de vencerlo es disparando a los cúmulos de resina solidificada cuando este pase cerca de estos. La explosión lo debilitará y al cabo de un par de ofensivas Zoran se rendirá.

## Multijugador
Uncharted 2 cuenta tanto con multijugador competitivo como cooperativo. El multijugador cooperativo permite a un máximo de tres jugadores tomar el papel de Nathan, Tenzin, Sully, Elena o Chloe, participando en misiones de tiroteo, plataformas y trabajo de equipo basado en objetivos. Los jugadores también tendrán que socorrer a sus amigos en caso de ser gravemente heridos o agarrados por el enemigo.
El multijugador competitivo permite a un máximo de diez jugadores jugar los unos contra los otros. Posee cuatro modos de juego competitivo, "combate a muerte", 'saqueo', 'eliminación' y "reacción en cadena". En combate a muerte participan dos equipos de cinco, uno de ellos es el de los "héroes" y el otro el de los "villanos". Los jugadores pueden elegir su propio medelo de jugadores (tal como Nathan, Sully, Elena y los nuevos personajes Tenzin y Chloe para el equipo de los "héroes"). Los jugadores también pueden elegir dos habilidades de Impulso que les ayuden a ganar la partida. Saqueo es similar al tradicional "capturar la bandera", y cada cual intenta capturar el tesoro del centro del mapa y llevarlo a su propia base; el jugador que lleva el tesoro va mucho más lento, y también puede optar por tirar el tesoro, en cualquier momento, o pasárselo a otro compañero. "Eliminación" tiene dos equipos de cinco jugadores contra otros con el objetivo de matar a todos los del otro equipo. En "eliminación", no hay reaparición. Elimina al otro equipo tres de cada cinco veces y el equipo que quede en pie ganará. En "Reacción en cadena" el jugador debe recoger las banderas, pero en un orden específico. Un equipo trabaja fuera de su base y captura de la 1 a la 5, mientras que el equipo contrario de la 5 a la 1 o viceversa.
Gold Rush es un modo cooperativo de juego, donde 2-3 jugadores deben unirse para obtener un tesoro, que es generado aleatoriamente en el mapa, y llevarlo de vuelta a su base, al igual que el saqueo. Sin embargo, los enemigos de IA tratan de detener a los jugadores de la devolución del tesoro. Si un jugador se cae y no es resucitado antes de que el temporizador se apaga, no volverá hasta la siguiente ronda. En cada ronda se convierten en enemigos consecutivos, el más difícil de derrotar.
Split-multijugador de pantalla no está incluido, ya que habría provocado una reducción inaceptable de la calidad de los gráficos del juego. No hay multijugador offline, por el momento.
Una prueba beta abierta fue lanzado a la UE y EE. UU. sobre el 29 de septiembre de 2009 a través de la tienda de PSN.

## Recepción

### Crítica
Uncharted 2 ha sido aclamado por sitios webs y varios críticos profesionales. GameRankings le otorgó 96.41% en comentarios positivos y Metacritic le dio una puntuación de 96/100. Un comentario de IGN lo describió como un "juego fantástico, con un multijugador excelente gracias a Naughty Dog". Muchos lo consideran uno de los juegos más famosos en la industria de los videojuegos.
La revista PlayStation: The Oficial Magazine dijo en un artículo "El Inolvidable Juego del Año. Este es uno de los mejores videojuegos de todos los tiempos". Incluso, una revista de Francia titulada PSM3 le dio una puntuación perfecta de 20/20.

### Premios
Uncharted 2 es uno de los juegos más premiados por parte de Eurogamer, IGN, GameSpy, GameSpot, 1UP.com, X-Play, y otros. Sus premios recibidos incluyen la categoría "Mejor Juego del Año" en 2009 (en inglés Game of the Year), así como en otras categorías.